# Louis Fauche-Borel
Abraham Louis Fauche-Borel (Neuchâtel, 12 april 1762 – aldaar, 4 september 1829) was een Zwitsers boekdrukker en uitgever. Tevens was hij geheim agent voor de Franse aanhangers van het Koninghuis Bourbon, en later dubbelspion voor het Eerste Franse Keizerrijk en het koninkrijk Pruisen.
In 1786 huwde Abraham Louis Fauche met Marianne Borel van wie hij de familienaam aan zijn familienaam hechtte: hij heette voortaan Fauche-Borel.

## Levensloop
Zijn ouders waren Samuel Fauche en Anne Madeleine Borel-Petitjaquet. Hij groeide op in het kanton Neuchâtel dat destijds een Pruisisch vorstendom was. Hij leerde het vak van boekdrukker zowel in Hamburg als in de drukkerij van zijn vader. Hij was de ideeën van de Franse Revolutionairen genegen en werd ingewijd in een vrijmetselaarsloge van calvinisten. In 1786 begon hij als zelfstandig boekenuitgever en in 1789 werd hij mede-eigenaar van de drukkerij van zijn vader, bekend onder de naam Société typographique de Neuchâtel. In 1790 publiceerde hij het tweede deel van Bekentenissen van Jean-Jacques Rousseau.
Door toevloed van Fransen die in Neuchâtel hun toevlucht zochten na de Franse Revolutie en hun verschrikkingen vertelden, evolueerde Fauche-Borel ideologisch naar een royalist en aanhanger van het Huis Bourbon. Zijn drukpers diende voortaan ook voor contrarevolutionaire geschriften, naast het drukken van romans. Daarom liet hij soms het adres van zijn drukkerij weg of plaatste hij een foutief adres om represailles vanuit Frankrijk te vermijden. Vanaf 1795 trad Fauche-Borel in dienst als geheim agent van de royalisten langsheen de Frans-Duitse grens. Zijn chef was eerst Lodewijk V Jozef van Bourbon-Condé, prins van Condé, en nadien Jean-Charles Pichegru. Deze laatste was een militair die pas later royalist werd. 
In 1795 arresteerde de Franse politie hem op bevel van het Directoire, doch ze liet hem vrij bij gebrek aan bewijzen. 
Van 1796 tot 1801 werkte Fauche-Borel als geheim agent voor de royalisten, zowel in Parijs, Londen als in Duitse steden. Hij publiceerde de belofte van de latere koning Lodewijk XVIII van het Huis Bourbon waarin deze een grondwet beloofde. De Staatsgreep van 18 brumaire (1799) bracht Napoleon Bonaparte aan de macht, zodat de royalistische activiteiten van Fauche-Borel op een laag pitje kwamen te staan.
Na een pauze in Neuchâtel in 1801, trok hij opnieuw op missie in 1802. In Parijs werd hij verklikt. Charles Frédéric Perlet, een drukker afkomstig uit Genève, herkende hem immers en wees hem aan als een royalistische spion. Het gevolg was dat Fauche-Borel van 1802 tot 1806 vier jaren doorbracht in de gevangenis Enclos du Temple in Parijs, met uitzondering van enkele dagen in 1804 dat hij ontsnapt was. Pichegru, zijn chef, stierf ondertussen in de gevangenis (1804). Dankzij de voorspraak van graaf Karl August von Hardenberg, een politicus in Pruisen, kwam hij vrij.
Na zijn vrijlating bood Fauche-Borel zijn diensten als geheim agent aan aan Frederik Willem III, koning van Pruisen (1806). Hij bleef weliswaar de zaak van de royalistische ballingen  dienen doch, tegelijkertijd, liet hij zich betalen voor hand-en-spandiensten aan de geheime politie van Napoleon, die de heersende keizer der Fransen was. Zo reisde Fauche-Borel als dubbelspion naar Londen om Lodewijk XVIII te informeren (1806-1809); nadien huisde hij op het eiland Jersey (1813-1814).
In 1814 reisde hij in het kielzog van Lodewijk XVIII naar Parijs, waar deze de Restauratie van het Huis Bourbon inzette door de troon te bestijgen als Lodewijk XVIII. Een financiële beloning kreeg Fauche-Borel evenwel niet, ondanks zijn aandringen bij Lodewijk XVIII. Gedurende de Honderd Dagen van Napoleons terugkeer, vluchtte Lodewijk XVIII naar de Franse Nederlanden, meer bepaald naar de stad Gent. Op bevel van het Keizerlijk Hof in Wenen reisde Fauche-Borel hem achterna. In Gent herhaalde hij zijn vraag aan Lodewijk XVIII voor geld. Het Franse Hof in ballingschap beschuldigde hem van dubbelspionage zodat hij een jaar doorbracht in een gevangenis van het Souverein vorstendom der Verenigde Nederlanden (1814-1815). Nadien verjoegen de Nederlanders hem naar Engeland wegens verdenking op spionage. Vanaf 1815 was Fauche-Borel opnieuw in Neuchâtel, in de Zwitserse Confederatie. Zijn drukkerij-uitgeverij leverde hem geen inkomsten meer op; deze sloot hij. Hij maakte er een herberg van hem. In Parijs liet hij een publicatie uitgeven om zijn inspanningen als geheim agent van het Huis Bourbon uiteen te zetten. Het werk was getiteld Précis historique des différentes missions dans lesquelles M Louis Fauche-Borel a été employé pour la cause de la monarchie. 
Een Franse rechtbank veroordeelde hem wegens dubbelspionage (1815). Fauche-Borel zwierf vijf jaren rond in Centraal-Europa. Pas in 1820 ontving hij van de regering van het Huis Bourbon een schadeloosstelling en een pensioen. 
Hij stapelde niettemin een schuldenberg op. Nadat hij tevoren zijn memoires had uitgegeven, pleegde hij thuis zelfmoord (1829).